# 1990년 12월 24일 눈 쏟아짐
《1990년 12월 24일 눈 쏟아짐》은 KBS 1TV 특집 드라마이다.

## 줄거리
한 월간지 여성 편집장과 수도회 수사와의 사랑을 통해 쉽게 변질되는 속세의 사랑을 부정하고 완전한 사랑으로의 승화 과정을 그리는 드라마

## 제작진
- 원작 : 조희 - KBS 제2회 TV 드라마 극본 공모 미니시리즈 부문 당선[2][3]
- 극본 : 최현경
- 연출 : 공영화
- 촬영 : 유영조, 이강현
- 편집 : 차옥진, 한만웅
- 음악 : 임택수

## 출연진
- 정애리
- 송승환
- 연규진
- 연운경
- 김영배
- 김성근
- 이종만
- 이문환
- 김성일
- 강영아
- 정효진
- 서혜정
- 박현정
- 박상만
- 이경희
- 이형진
- 차기환
- 이성호
- 송준백
- 윤영민
- 김현철
- 유우종